# Allgemeine Rechtsschutzbedingungen
Allgemeine Rechtsschutzversicherungsbedingungen (kurz: ARB) sind die Versicherungsvertragsbedingungen, die üblicherweise einem Rechtsschutzversicherungsvertrag zugrunde liegen. Wie bei allen Allgemeinen Versicherungsbedingungen handelt es sich um Allgemeine Geschäftsbedingungen (AGB), die daher der Klauselkontrolle unterliegen.
Bis 1994 verwendeten alle Rechtsschutzversicherer einheitliche Bedingungen, die zuvor durch das zuständige Bundesaufsichtsamt für das Versicherungswesen genehmigt wurden. Deshalb sind die sogenannten ARB 75 und ARB 94 nach wie vor standardisiert. Mit dem „3. Gesetz zur Durchführung der versicherungsrechtlichen Richtlinien des Rates der EG“ vom 21. Juli 1994 wurde die Genehmigungspflicht für Versicherungsbedingungen abgeschafft.
Seither besteht die Möglichkeit, individuelle Bedingungen zu vereinbaren. Zwar beruhen die meisten ARB heutzutage auf sogenannten Musterbedingungen, die vom Gesamtverband der Deutschen Versicherungswirtschaft herausgegeben werden, zuletzt die ARB 2021. Dennoch bringt es der Wettbewerb mit sich, dass die einzelnen Gesellschaften hiervon verstärkt durch eigene Einzelbedingungen abweichen. Letztes „gemeinsames“ Bedingungswerk sind die ARB 2005, davor die ARB 2000.